# Simone McAullay
Simone McAullay (Perth (Australië), 14 april 1976) is een Australische actrice.

## Biografie
McAullay deed als kind aan klassiek ballet en jazzballet. Toen ze twaalf was koos ze voor cellolessen en volleyballen, zij speelde drie jaar lang in belangrijke volleybaltoernooien in Australië. Na het behalen van haar middelbareschooldiploma ging zij studeren aan het Curtin University in haar geboorteplaats Perth (Australië), zij maakte dit echter niet af. Zonder acteerervaring deed zij auditie aan het Actors Centre in Sydney waar zij aangenomen werd, en haalde haar diploma in 2000.
McAullay debuteerde in 2001 in de televisieserie Crash Palace, waarna zij nog meerdere rollen speelde in televisieseries en films zowel in Australië als Engeland. Zij speelde onder meer 81 afleveringen de rol van Susie Raynor in de Australische televisieserie Blue Heelers (2003 t/m 2006) en 13 afleveringen de rol van Becca Fisher in de televisieserie Broadchurch (2013-2015).

## Filmografie

### Films
- 2017 Access All Areas - als Lyra
- 2001 Invincible - als mrs. Harrison

### Televisieseries
Uitgezonderd eenmalige gastrollen.
- 2022-2023 La Brea - als Kira - 2 afl.
- 2021 Cowboy Bebop - als Alisa - 3 afl.
- 2019 The Commons - als Francesca Boulay - 8 afl.
- 2019 Home and Away - als Teresa Masterson - 6 afl.
- 2013-2015 Broadchurch - als Becca Fisher - 13 afl.
- 2008 The Strip - als Jessica Mackay - 13 afl.
- 2007-2008 Home and Away - als Viv Anderson - 9 afl.
- 2003-2006 Blue Heelers - als Susie Raynor - 81 afl.
- 2001 Crash Palace - als Angie McIntyre - ? afl.

- Library of Congress Control Number: no2019028084
- Virtual International Authority File: 663155191917882440003
- WorldCat: E39PBJv4pfPWHKQkw74hxcQyVC